# Хуби
Хуби (Хуба) - родоначальник фамилии Хубаевых. 

## Биография
Местом рождения и деятельности родоначальника Фамилии Хубаевых считается Алагирское ущелье, по всей видимости с. Верхний Унал, где имеются древние фамильные захоронения. По народному преданию, древние колена Алагирской гражданской общины происходят от прародителя осетин Ос-Багатара. Датой рождения Хуби можно считать XV-XVI  вв.
По мнению историка и этнографа Гаглоевой Зинаиды фамилия Хубиевых представляет собой словосочетание ираноязычного «ху» (хороший) и тюркского «бай»/«би» (князь, феодал), в переводе «хороший князь», однако она также утверждает, что этот факт должны выяснить лингвисты. Известно, что средневековое Алагирское общество было демократическим, хотя в нем существовали особые «уважаемые» фамилии (осет. «уæздæттæ»), обладавшие некоторыми привилегиями. Вероятно к ним и относился Хуби. Он положил начало фамилии Хубаевых, которым, однако, спустя несколько покалений, в результате кровной вражды или в силу других обстоятельств, пришлось покинуть Алагирское- и перебраться в труднодоступное Гнухское ущелье. К потомкам родоначальника Фамилии относится Тасолтан Хубаев, с которым связана легенда об обращении Хубаева в Медведя.